# Judith Holofernes

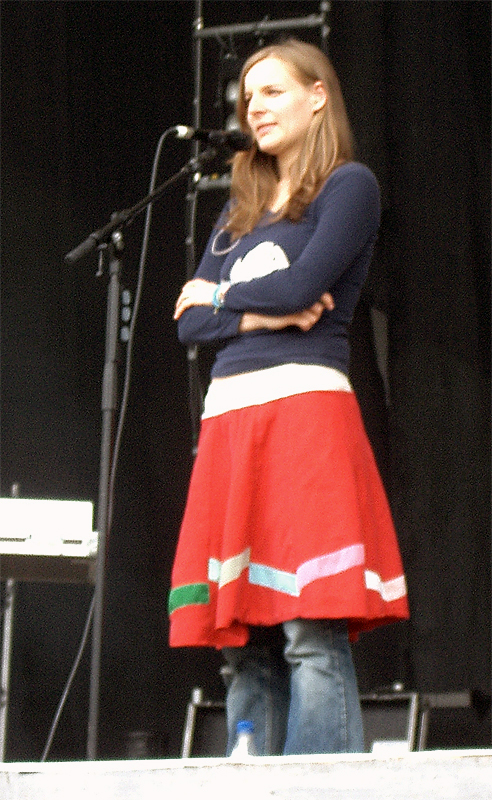
Judith Holofernes

Judith Holofernes (eigenlijk Judith Holfelder) (toenmalig West-Berlijn, 12 november 1976) is een Duits musicus en tekstschrijver. Het bekendst is zij als de lead-zangeres en tekstschrijver van de Duitse popband Wir sind Helden.
Haar artiestennaam verwijst naar de (vermoedelijk fictieve) Babylonische generaal Holofernes, die door Judith in het gelijknamige deuterocanonieke boek onthoofd wordt.

## Biografie
Holofernes groeide op in West-Berlijn en verhuisde op zesjarige leeftijd met haar moeder naar Freiburg im Breisgau. Aldaar voltooide zij haar Abitur waarna ze weer naar Berlijn verhuisde om te gaan studeren aan de Universität der Kunste. In 2001 rondde zij haar studie communicatie af met een project bij het sociaal-activistische blad Adbusters. Ook in de nummers van Wir sind Helden komt een kritische kijk op de media en de consumptiemaatschappij vaak terug.
Holofernes eerste muzikale ervaringen deed ze op als straatmuzikant in Freiburg. Als solo-artieste (singer-songwriter) had ze een, in ieder geval commercieel, niet zeer succesvolle carrière. Haar solo-album Kamikazefliege uit 1999, dat in een oplage van 500 stuks verscheen werd in eerste instantie geen succes. Wel werden enkele liedjes ervan (Außer dir, Aurélie, Popstar) opgenomen in het repertoire van Wir sind Helden en werd het voornoemde album, na de doorbraak van de band, een verzamelobject.
Op 17 juli 2006 trouwde Holofernes met Pola Roy, drummer van Wir sind Helden. In december 2006 kregen ze een zoon. Op 20 juli 2009 baarde ze een dochtertje.
- Gemeinsame Normdatei: 13538561X
- International Standard Name Identifier: 0000 0000 2295 8317
- MusicBrainz: b9b1efa6-8e01-4726-a9d5-0f96f5fd23d9
- Nederlandse Thesaurus van Auteursnamen: 40389929X
- Système universitaire de documentation: 241604532
- Virtual International Authority File: 38135102
- WorldCat: E39PBJqVYkmkvCCRK8v9WkYkjC